# Rally Serras de Fafe e Felgueiras 2023
El Rally Serras de Fafe e Felgueiras 2023, oficialmente 36.º Rally Serras de Fafe, Felgueiras, Boticas, Vieira do Minho e Cabeceiras de Basto, fue la trigésimo sexta edición, la primera ronda de la temporada 2023 del Campeonato de Europa de Rally y la primera del Campeonato de Portugal de Rally. Se celebró del 10 al 12 de marzo y contó con un itinerario de diecisiete tramos sobre tierra que sumaban un total de 180,29 km cronometrados.
El ganador de la prueba fue el neozelandés Hayden Paddon que en una gran remontada logró su primera victoria en el Campeonato de Europa de Rally. Paddon se mantuvo durante gran parte del rallye en la tercera posición imprimiendo un gran ritmo que le permitió subir al segundo puesto a menos de tres segundos del finlandés Mikko Heikkilä a falta de la última especial del evento. En la última especial Paddon terminó en la segunda posición, mientras que para desgracia de Heikkilä tuvo un pinchazo que no solo lo privó de la victoria sino también del podio, finalizando la prueba séptimo. Esta fue la primera victoria de la dupla Paddon-Kennard en el ERC, además de ser la primera del Hyundai i20 N Rally2 en el campeonato.

## Lista de inscritos
| Num.                     | Piloto              | Copiloto                  | Automóvil              | Equipo                           |
| ------------------------ | ------------------- | ------------------------- | ---------------------- | -------------------------------- |
| 1                        | Efrén Llarena       | Sara Fernández            | Škoda Fabia RS Rally2  | Team MRF Tyres                   |
| 2                        | Hayden Paddon       | John Kennard              | Hyundai i20 N Rally2   | BRC Racing Team                  |
| 3                        | Craig Breen         | James Fulton              | Hyundai i20 N Rally2   | Team Hyundai Portugal            |
| 4                        | Tom Kristensson     | Andreas Johansson         | Citroën C3 Rally2      | Bilteknik TRT Citroën Rally Team |
| 5                        | Mads Østberg        | Patrik Barth              | Citroën C3 Rally2      | MRF Tyres Dealer Team            |
| 7                        | Yoann Bonato        | Benjamin Boulloud         | Citroën C3 Rally2      | Yoann Bonato                     |
| 8                        | Simone Tempestini   | Sergiu Itu                | Škoda Fabia Rally2 evo | Simone Tempestini                |
| 9                        | Simone Campedelli   | Tania Canton              | Škoda Fabia Rally2 evo | Team MRF Tyres                   |
| 10                       | Alberto Battistolli | Simone Scattolin          | Škoda Fabia Rally2 evo | Alberto Battistolli              |
| 11                       | Simon Wagner        | Gerald Winter             | Škoda Fabia RS Rally2  | Simon Wagner                     |
| 12                       | Armindo Araújo      | Luís Ramalho              | Škoda Fabia Rally2 evo | Armindo Araújo                   |
| 14                       | José Pedro Fontes   | Inês Ponte                | Citroën C3 Rally2      | Citroën Vodafone Team            |
| 15                       | Mārtiņš Sesks       | Renārs Francis            | Škoda Fabia RS Rally2  | Team MRF Tyres                   |
| 16                       | Filip Mareš         | Radovan Bucha             | Škoda Fabia Rally2 evo | ACCR Entry Engineering           |
| 17                       | Gregor Jeets        | Timo Taniel               | Škoda Fabia Rally2 evo | Tehase Auto                      |
| 18                       | Josh McErlean       | Brian Hoy                 | Hyundai i20 N Rally2   | Motorsport Ireland Rally Academy |
| 19                       | Mathieu Franceschi  | Jules Escartefigue        | Škoda Fabia Rally2 evo | Mathieu Franceschi               |
| 20                       | Erik Cais           | Igor Bacigál              | Škoda Fabia RS Rally2  | Yacco ACCR Team                  |
| 21                       | Patrick O'Brien     | Stephen O'Brien           | Škoda Fabia R5         | Motorsport Ireland Rally Academy |
| 22                       | Philip Allen        | Dale Bowen                | Hyundai i20 N Rally2   | Philip Allen                     |
| 23                       | Bogdan Cuzma        | Ilka Minor                | Škoda Fabia Rally2 evo | Bogdan Cuzma                     |
| 24                       | Georg Linnamäe      | James Morgan              | Hyundai i20 N Rally2   | RedGrey Team                     |
| 25                       | Robert Virves       | Hugo Magalhães            | Ford Fiesta Rally2     | RedGrey Team                     |
| 26                       | Rachele Somaschini  | Nicola Arena              | Citroën C3 Rally2      | Rachele Somaschini               |
| 27                       | Miguel Correia      | Jorge Eduardo Carvalho    | Škoda Fabia Rally2 evo | Miguel Correia                   |
| 28                       | Andrea Nucita       | Elia De Guio              | Hyundai i20 N Rally2   | Racing Network                   |
| 29                       | Mikołaj Marczyk     | Szymon Gospodarczyk       | Škoda Fabia RS Rally2  | Mikołaj Marczyk                  |
| 30                       | Martin László       | Dávid Berendi             | Škoda Fabia Rally2 evo | Topp-Cars Rally Team             |
| 31                       | Miklós Csomós       | Attila Nagy               | Škoda Fabia Rally2 evo | GR Motorsport Kft.               |
| 32                       | Fabrizio Zaldivar   | Marcelo Der Ohannesian    | Hyundai i20 N Rally2   | Fabrizio Zaldivar                |
| 33                       | Pontus Tidemand     | Julia Thulin              | Ford Fiesta Rally2     | MRF Tyres Dealer Team            |
| 34                       | Ricardo Teodósio    | José Teixeira             | Hyundai i20 N Rally2   | Team Hyundai Portugal            |
| 35                       | Bernardo Sousa      | Inês Veiga                | Citroën C3 Rally2      | Bernardo Sousa                   |
| 36                       | Andrea Mabellini    | Virginia Lenzi            | Škoda Fabia Rally2 evo | MRF Tyres Dealer Team            |
| 37                       | Pedro Meireles      | Pedro Alves               | Hyundai i20 N Rally2   | Pedro Meireles                   |
| 38                       | Mikko Heikkilä      | Samu Vaaleri              | Škoda Fabia Rally2 evo | Mikko Heikkilä                   |
| 39                       | Lucas Simões        | Nuno Almeida              | Ford Fiesta Rally2     | Lucas Simões                     |
| 40                       | Jon Armstrong       | Andrew Browne             | Ford Fiesta Rally3     | M-Sport Poland                   |
| 41                       | Tymoteusz Jocz      | Maciej Judycki            | Ford Fiesta Rally4     | Tymoteusz Jocz                   |
| 42                       | Roberto Daprà       | Luca Guglielmetti         | Peugeot 208 Rally4     | Roberto Daprà                    |
| 43                       | Hugo Mesquita       | Valter Cardoso            | Renault Clio Rally4    | Hugo Mesquita                    |
| 44                       | Norman Kreuter      | Jeannette Kvick Andersson | Peugeot 208 Rally4     | Norman Kreuter                   |
| 45                       | Matthieu Margaillan | Mathilde Margaillan       | Škoda Fabia Rally2 evo | Matthieu Margaillan              |
| 46                       | Pedro Almeida       | Mário Castro              | Škoda Fabia Rally2 evo | Pedro Almeida                    |
| 47                       | Jarosław Kołtun     | Ireneusz Pleskot          | Ford Fiesta Rally2     | Plon RT                          |
| 52                       | Joosep Ralf Nõgene  | Aleks Lesk                | Peugeot 208 Rally4     | CKR Estonia                      |
| 54                       | Ernesto Cunha       | Carlos Magalhães          | Peugeot 208 Rally4     | Ernesto Cunha                    |
| 55                       | Patricio Muñoz      | Miguel Recalt             | Peugeot 208 Rally4     | Patricio Muñoz                   |
| Fuente: ewrc-results.com |                     |                           |                        |                                  |

## Itinerario
| Día                     | Tramo | Nombre                      | Distancia | Ganador de la etapa | Automóvil              | Tiempo          | Líder de la general |
| ----------------------- | ----- | --------------------------- | --------- | ------------------- | ---------------------- | --------------- | ------------------- |
| Día 1 (10 de marzo)     | -     | Montim (Shakedown)          | 3.61 km   | Craig Breen         | Hyundai i20 N Rally2   | 2:13.7          | -                   |
| Día 1 (10 de marzo)     | SS1   | SSS Fafe                    | 1.43 km   | Ricardo Teodósio    | Hyundai i20 N Rally2   | 1:27.9          | Ricardo Teodósio    |
| Día 2 (11 de marzo)     | SS2   | Boticas / Vale do Tâmega 1  | 9.64 km   | Mads Østberg        | Citroën C3 Rally2      | 7:25.8          | Mads Østberg        |
| Día 2 (11 de marzo)     | SS3   | Boticas / Senhor do Monte   | 15.05 km  | Craig Breen         | Hyundai i20 N Rally2   | 11:16.4         | Mikko Heikkilä      |
| Día 2 (11 de marzo)     | SS4   | Cabeceiras de Basto 1       | 10.84 km  | Mads Østberg        | Citroën C3 Rally2      | 7:05.3          | Mads Østberg        |
| Día 2 (11 de marzo)     | SS5   | Vieira do Minho 1           | 11.76 km  | Tramo cancelado     | Tramo cancelado        | Tramo cancelado | Mads Østberg        |
| Día 2 (11 de marzo)     | SS6   | Boticas / Vale do Tâmega 2  | 9.64 km   | Craig Breen         | Hyundai i20 N Rally2   | 7:07.3          | Craig Breen         |
| Día 2 (11 de marzo)     | SS7   | Boticas / Senhor do Monte 2 | 15.05 km  | Mikko Heikkilä      | Škoda Fabia Rally2 evo | 11:21.9         | Mikko Heikkilä      |
| Día 2 (11 de marzo)     | SS8   | Cabeceiras de Basto 2       | 10.84 km  | Tramo cancelado     | Tramo cancelado        | Tramo cancelado | Mikko Heikkilä      |
| Día 2 (11 de marzo)     | SS9   | Vieira do Minho 2           | 11.76 km  | Tramo cancelado     | Tramo cancelado        | Tramo cancelado | Mikko Heikkilä      |
| Día 3 (12 de marzo)     | SS10  | Luílhas 1                   | 8.09 km   | Hayden Paddon       | Hyundai i20 N Rally2   | 5:30.1          | Mikko Heikkilä      |
| Día 3 (12 de marzo)     | SS11  | Seixoso 1                   | 9.97 km   | Craig Breen         | Hyundai i20 N Rally2   | 6:47.5          | Mikko Heikkilä      |
| Día 3 (12 de marzo)     | SS12  | Santa Quitéria 1            | 9.18 km   | Craig Breen         | Hyundai i20 N Rally2   | 6:11.6          | Mikko Heikkilä      |
| Día 3 (12 de marzo)     | SS13  | Lameirinha 1                | 14.90 km  | Craig Breen         | Hyundai i20 N Rally2   | 9:36.8          | Mikko Heikkilä      |
| Día 3 (12 de marzo)     | SS14  | Luílhas 2                   | 8.09 km   | Mārtiņš Sesks       | Škoda Fabia RS Rally2  | 5:26.3          | Mikko Heikkilä      |
| Día 3 (12 de marzo)     | SS15  | Seixoso 2                   | 9.97 km   | Robert Virves       | Ford Fiesta Rally2     | 6:36.3          | Mikko Heikkilä      |
| Día 3 (12 de marzo)     | SS16  | Santa Quitéria 2            | 9.18 km   | Robert Virves       | Ford Fiesta Rally2     | 6:08.5          | Mikko Heikkilä      |
| Día 3 (12 de marzo)     | SS17  | Lameirinha 2 (Power Stage)  | 14.90 km  | Craig Breen         | Hyundai i20 N Rally2   | 9:23.1          | Hayden Paddon       |
| Fuente:ewrc-results.com |       |                             |           |                     |                        |                 |                     |

### Power stage
El power stage fue un tramo de 14,90 km. Se otorgaron puntos adicionales a los cinco más rápidos.
| Pos. | Piloto         | Copiloto       | Tiempo | Diferencia | Puntos |
| ---- | -------------- | -------------- | ------ | ---------- | ------ |
| 1    | Craig Breen    | James Fulton   | 9:23.1 | 0.0        | 5      |
| 2    | Hayden Paddon  | John Kennard   | 9:23.7 | +0.6       | 4      |
| 3    | Georg Linnamäe | James Morgan   | 9:26.0 | +2.9       | 3      |
| 4    | Robert Virves  | Hugo Magalhães | 9:27.4 | +4.3       | 2      |
| 5    | Mārtiņš Sesks  | Renārs Francis | 9:28.3 | +5.2       | 1      |

## Clasificación final
| Pos.                     | Piloto             | Copiloto               | Automóvil              | Tiempo    | Diferencia | Puntos  |
| General                  | General            | General                | General                | General   | General    | General |
| ------------------------ | ------------------ | ---------------------- | ---------------------- | --------- | ---------- | ------- |
| 1.                       | Hayden Paddon      | John Kennard           | Hyundai i20 N Rally2   | 1:42:21.4 | 0.0        | 30+4    |
| 2.                       | Mads Østberg       | Patrik Barth           | Citroën C3 Rally2      | 1:42:32.1 | +10.7      | 24      |
| 3.                       | Georg Linnamäe     | James Morgan           | Hyundai i20 N Rally2   | 1:42:48.9 | +27.5      | 21+3    |
| 4.                       | Mikołaj Marczyk    | Szymon Gospodarczyk    | Škoda Fabia RS Rally2  | 1:43:34.8 | +1:13.4    | 19      |
| 5.                       | Yoann Bonato       | Benjamin Boulloud      | Citroën C3 Rally2      | 1:44:33.2 | +2:11.8    | 17      |
| 6.                       | Craig Breen        | James Fulton           | Hyundai i20 N Rally2   | 1:44:41.0 | +2:19.6    | 15+5    |
| 7.                       | Efrén Llarena      | Sara Fernández         | Škoda Fabia RS Rally2  | 1:44:43.3 | +2:21.9    | 13      |
| 8.                       | Mikko Heikkilä     | Samu Vaaleri           | Škoda Fabia Rally2 evo | 1:45:02.8 | +2:41.4    | 11      |
| 9.                       | Tom Kristensson    | Andreas Johansson      | Citroën C3 Rally2      | 1:45:05.0 | +2:43.6    | 9       |
| 10.                      | Miklós Csomós      | Attila Nagy            | Škoda Fabia Rally2 evo | 1:45:10.9 | +2:49.5    | 7       |
| 11.                      | Simone Tempestini  | Sergiu Itu             | Škoda Fabia Rally2 evo | 1:45:19.8 | +2:58.5    | 5       |
| 12.                      | Mārtiņš Sesks      | Renārs Francis         | Škoda Fabia RS Rally2  | 1:45:39.6 | +3:18.3    | 4+1     |
| 13.                      | Pontus Tidemand    | Julia Thulin           | Ford Fiesta Rally2     | 1:45:53.5 | +3:32.2    | 3       |
| 14.                      | Mathieu Franceschi | Jules Escartefigue     | Škoda Fabia Rally2 evo | 1:46:06.4 | +3:45.1    | 2       |
| 15.                      | Miguel Correia     | Jorge Eduardo Carvalho | Škoda Fabia Rally2 evo | 1:46:16.5 | +3:55.2    | 1       |
| Portugal                 |                    |                        |                        |           |            |         |
| 1.                       | Craig Breen        | James Fulton           | Hyundai i20 N Rally2   | 1:44:41.0 | 0.0        |         |
| 2.                       | Miguel Correia     | Jorge Eduardo Carvalho | Škoda Fabia Rally2 evo | 1:46:16.5 | +1:35.5    |         |
| 3.                       | Ricardo Teodósio   | José Teixeira          | Hyundai i20 N Rally2   | 1:48:29.3 | +3:48.3    |         |
| 4.                       | José Pedro Fontes  | Inês Ponte             | Citroën C3 Rally2      | 1:48:44.6 | +4:03.6    |         |
| 5.                       | Pedro Almeida      | Mário Castro           | Škoda Fabia Rally2 evo | 1:48:55.6 | +4:14.6    |         |
| Fuente: ewrc-results.com |                    |                        |                        |           |            |         |

## Clasificaciones tras el rally
| Posición | Piloto          | Puntos | Cambios de posición |
| -------- | --------------- | ------ | ------------------- |
| 1        | Hayden Paddon   | 34     | Sin cambios         |
| 2        | Mads Østberg    | 24     | Sin cambios         |
| 3        | Georg Linnamäe  | 24     | Sin cambios         |
| 4        | Craig Breen     | 20     | Sin cambios         |
| 5        | Mikołaj Marczyk | 19     | Sin cambios         |

| Posición | Equipo                | Puntos | Cambios de posición |
| -------- | --------------------- | ------ | ------------------- |
| 1        | BRC Racing Team       | 30     | Sin cambios         |
| 2        | MRF Tyres Dealer Team | 27     | Sin cambios         |
| 3        | RedGrey Team          | 21     | Sin cambios         |
| 4        | Team MRF Tyres        | 17     | Sin cambios         |
| 5        | Team Hyundai Portugal | 15     | Sin cambios         |